# C. J. Harris
Calvin Dorsey Harris Jr. (Winston-Salem, Carolina del Norte, 19 de febrero de 1991) es un jugador de baloncesto estadounidense que pertenece a la plantilla del Hapoel Holon de la Ligat ha'Al. Con 1,91 metros de estatura, juega en la posición de base. 

## Trayectoria deportiva
Realizó su andadura universitaria en los Wake Forest Demon Deacons y tras no ser elegido en el Draft de la NBA de 2013, llegó a Alemania para jugar en las filas del MHP Riesen Ludwigsburg primero y en el ratiopharm Ulm, después.
Más tarde, jugaría en Letonia en las filas del VEF Riga, con el que ganaría la liga de aquel país y la temporada siguiente sería MVP y campeón de la Copa de Polonia en las filas del Rosa Radom.
En junio de 2016 fichó por el Sakarya BB de la TBL, la segunda división del baloncesto turco.
En la temporada 2020-21, llega a Israel para jugar en el Hapoel Holon de la Ligat ha'Al.
En la temporada 2021-22, firma por el JL Bourg Basket de la Pro A francesa.
El 19 de junio de 2022, regresa al Hapoel Holon de la Ligat ha'Al.